# Benjamin Jakobsen
Benjamin Jakobsen (Hamburgo, 9 de septiembre de 1991) es un jugador de balonmano danés, nacido en Alemania, que juega de pívot en el Sporting CP. Es internacional con la selección de balonmano de Dinamarca.
Su primer gran campeonato con la selección fue el Campeonato Mundial de Balonmano Masculino de 2021, donde su selección consiguió la medalla de oro.

## Palmarés

### Aalborg
- Liga danesa de balonmano (2): 2020, 2021
- Copa de Dinamarca de balonmano (1): 2021

## Clubes
| Club                  | País      | Año         |
| --------------------- | --------- | ----------- |
| Skanderborg Håndbold  | Dinamarca | 2009 - 2012 |
| Bjerringbro-Silkeborg | Dinamarca | 2012 - 2014 |
| Skjern HB             | Dinamarca | 2018 - 2019 |
| Aalborg HB            | Dinamarca | 2019 - 2023 |
| Sporting CP           | Portugal  | 2023 - 2024 |
| Bjerringbro-Silkeborg | Dinamarca | 2024 - Act. |